# La Loma del Prado
La Loma del Prado es un yacimiento arqueológico de carácter urbano de época imperial romana, existente aproximadamente entre los siglos I y IV d. C. Está situado en el término municipal de Fuentes Claras (Teruel, Aragón, España).

## Historia
Posiblemente fuera el tercer y último poblado urbano en la comarca durante la Hispania romana, desde el siglo II a. C. hasta el IV d. C. Tal vez se remonte al asentamiento celtíbero en proceso de romanización en el yacimiento de la Caridad (Caminreal), que luego se trasladaría al vecino Cerro de San Esteban (El Poyo del Cid) y en la segunda mitad del siglo I a. C. volvería a desplazarse hasta La Loma del Prado a mediados del siglo I d. C., a orillas del río Jiloca y a 1,1 km de distancia del cerro mencionado. Se desconoce con seguridad el nombre de la ciudad. Cotejando diversas fuentes de la Antigüedad (Historia Natural, de Plinio el Viejo; la Geografía de Ptolomeo o el Anónimo de Rávena) podría tratarse de Leonica, nombre dado al ser habitada por los leonicenses, pueblo celtíbero que supuestamente habitaba la zona.
Los materiales exhumados hasta la fecha permiten estimar que la ciudad tuvo su apogeo durante el Alto Imperio Romano, hacia el siglo II d. C. Posiblemente desapareció hacia el siglo IV d. C., pero se desconoce si fue de manera traumática o si se despobló a causa del gradual proceso de ruralización producido en todo el Imperio romano a partir del siglo III d. C. La ciudad estaría ubicada dentro del trayecto de la antigua calzada romana que uniría las poblaciones de Saguntum (actual Sagunto) y Bilbilis (actual Calatayud). La calzada seguiría el margen izquierdo del curso del Jiloca a la altura de dicho yacimiento.

## Descripción
El yacimiento ocupa una terraza sobre el margen izquierdo del Jiloca, en un punto equidistante de los dos emplazamientos que lo precedieron. Tiene unos ejes de 430 x 260 m, que arrojan una superficie total de nueve hectáreas. No conserva ninguna estructura constructiva y los hallazgos obtenidos han sido en superficie. Fue dado a conocer por Purificación Atrián Jordán y empezó a ser estudiado en los años 70 por Francisco Burillo Mozota, dentro de sus trabajos de prospección arqueológica de los diversos asentamientos del territorio de la Celtiberia, dentro del cual se halla la Comarca del Jiloca.
Sin embargo es un yacimiento escasamente conocido y trabajado al no haber sido excavado de manera sistemática, lo cual impide precisar su importancia real a pesar de habérsele calculado unos tres siglos de existencia. Tampoco fue señalizado ni preservado, lo cual lo ha dejado a merced del expolio de buscadores de piezas clandestinos durante años. Actualmente no hay ninguna señal que lo ubique ni señale su existencia.

## Restos conservados
Entre los restos materiales exhumados destacan un sillar de arenisca, descubierto por Purificación Atrián y en cuyo frente tiene grabado una cabeza de toro con hojas de acanto, conservado en el Museo de Teruel. Más adelante, en 1978 Francisco Burillo dio a conocer el hallazgo de una tésera de hospitalidad, de bronce con forma de delfín, que en una de sus caras lleva la inscripción Quom·Metelli-neis·tessera, grabada en punteado y que menciona uno de los personajes del pacto de hospitalidad realizado. Dicha pieza se halla en manos de una colección particular. También se hallaron otros restos como tégulas, sillares y objetos diversos.